# Bart de Ligt

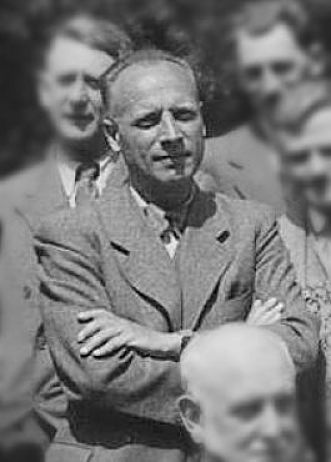
Bart de Ligt

Bartholomeus (Bart) de Ligt (Schalkwijk, 17 juli 1883 — Nantes, 3 september 1938) was een pacifistische antimilitarist. Van 1909 tot 1919 was hij een christensocialist en daarna werd hij een anarchist.

## Biografie
Bart de Ligt werd geboren op 17 juli 1883 in Schalwijk. Hij was de zoon van de Nederlands-hervormde dominee Nicolaas Marinus de Ligt en Everdina Verbrugh. In 1885 verhuisde het gezin naar Rhenen. In 1896 verhuisde het gezin naar Middelburg, waar Bart de Ligt het gymnasium volgde. Bart de Ligt ging in 1903 theologie studeren aan de universiteit Utrecht. Hier volgde hij ook een aantal colleges van de filosoof Gerard Bolland, waardoor De Ligt beïnvloed raakte door de filosofie van Georg Wilhelm Friedrich Hegel. Na 1920 had De Ligt een negatievere mening over de staatsabsolutistische filosofie van Hegel.
Samen met Truus Kruyt, Willy Kruyt en Année Rinzes de Jong begon hij voor het blad Wereldvrede te schrijven, waarvan het eerste nummer in december 1909 verscheen. In 1910 rondde De Ligt zijn theologiestudie af. In datzelfde jaar werd hij lid van de Bond van Christen-Socialisten (BCS).

### Christensocialistische periode
In 1910 werd De Ligt gevraagd door de protestantse gemeente van Nuenen om daar predikant te worden. Op 16 oktober 1910 hield De Ligt zijn intredepreek in de protestantse kerk van Nuenen. In 1912 schreef De Ligt een nieuw beginselprogramma voor de BCS met de titel God Uzelf Uw Naaste. Het beginselprogramma was geïnspireerd op het Bijbelcitaat van Jezus: “Gij zult uw naaste liefhebben als uzelven“. Hij was van 1912 tot 1914 ook redacteur bij het partijblad De Samenwerking. Bart de Ligt was van mening dat het socialisme een eis van gerechtigheid was en niet de historisch onafwendbare uitkomst van de strijd van de arbeidersklasse. Het socialisme zag hij als de maatschappelijke verwerkelijking van het christelijk liefdebeginsel.
Na de uitbraak van de Eerste Wereldoorlog schreef Bart de Ligt samen met het echtpaar Kruyt de brochure De Schuld der Kerken, waarin betoogd werd dat de meeste kerkleiders en predikanten medeverantwoordelijk waren voor de oorlog wegens hun ophemeling van het nationalisme en het militarisme. Op 6 juni 1915 moest Bart de Ligt onverwachts een kerkdienst in Eindhoven leiden. Toentertijd was in Nederland de algehele mobilisatie afgeroepen ten gevolge van de Eerste Wereldoorlog. De Ligt bekritiseerde het leger in deze preek. Tijdens deze preek zei hij: “En zegt de generaal: ‘Schiet!’ zo schieten allen, waarop dan ook; al was het op het hart van Jezus Christus, dat heilig hart van God. De eerste eis van de militaire Staat is deze: dat gij, zo nodig, uw geweten slingert uit uw borst.” Voor deze preek werd hij verbannen uit de provincies Brabant, Limburg en Zeeland door de militaire autoriteiten. De militaire autoriteiten hadden tijdens de mobilisatie het recht om personen te straffen zonder enig vorm van proces. Pas na 1920 mocht De Ligt weer in Brabant, Limburg en Zeeland komen. In september 1915 ondertekende De Ligt het Dienstweigeringsmanifest. Hiervoor werd hij in maart 1916 veroordeeld tot 15 dagen gevangenisstraf. In maart 1916 trad De Ligt officieel af als predikant in Nuenen wegens zijn verbanning. In de lente van 1917 werd hij uit Gelderland en Overijssel verbannen vanwege antimilitaristische toespraken in deze provincies.
Vanaf september 1917 gaf hij les op de Internationale School voor Wijsbegeerte, waar hij Ina van Rossem ontmoette. De Ligt en Van Rossem kregen een relatie en trouwden met elkaar op 17 november 1918. In november 1919 werd hun zoon geboren.

### Anarchistische periode
Bart de Ligt verloor zijn geloof in het christendom. In februari 1919 nam hij afstand van de BCS omdat hij geen christen meer was. Hij voelde zich niet meer thuis in een georganiseerde godsdienst. In 1919 richtte hij met Clara Wichmann de Bond voor Revolutionair-Socialistische Intellectuelen op, die tot 1922 bestond. Hij werd ook lid van de Internationale Antimilitaristische Vereniging (IAMV). In 1921 werden Bart de Ligt en Albert de Jong veroordeeld tot één maand gevangenisstraf voor hun uitspraken bij een protestbijeenkomst tegen de gevangenisstraf van de anarchistische dienstweigeraar Herman Groenendaal. In deze periode werd De Ligt een anarchist. Hij was van 1922 tot 1925 een redactielid van het IAMV-blad De Wapens Neder.
Bart de Ligt vond dat het marxisme de fout maakte om moraal en ethiek slechts als tijdgebonden te zien. Ook de nadruk van Marx op klassenbelangen werd door Bart de Ligt bekritiseerd, omdat deze nadruk kan leiden tot hebzucht. In plaats van klassenstrijd moest er volgens Bart de Ligt juist een “rechtsstrijd” worden gevoerd, dat wil zeggen een strijd voor rechtvaardigheid.
In 1925 verhuisde De Ligt naar Zwitserland. In Zwitserland schreef hij een aantal boeken, zoals Vrede als Daad en een biografie van Desiderius Erasmus. Hij kwam jaarlijks enkele malen terug naar Nederland voor deelname aan lezingen, bijeenkomsten, congressen en demonstraties.
In de periode 1927-1929 speelde De ligt een belangrijke rol bij de totstandkoming van het tijdschrift i10, zowel inhoudelijk  als financieel. Hij ondersteunde het blad met een financiële injectie van fl. 1000,- en wist medewerkers als Paul Biroekoff, Henri Laserre en Lodewijk van Mierop bij het blad te betrekken. Ook zou hij de filosofie voor zijn rekening nemen met zijn reeks 'Nieuwe wegen in de wijsbegeerte'.
In 1934 presenteerde hij bij het congres van de War Resisters' International een actieplan ter voorkoming van oorlogen met vreedzame middelen. Dit plan werd uitgegeven onder de naam De Verovering van het Geweld. Volgens De Ligt moest een oorlog voorkomen worden door massale dienstweigering, burgerlijke ongehoorzaamheid, boycots en stakingen op internationale schaal.
Bij de terugreis van zijn vakantie in Bretagne naar Zwitserland overleed Bart de Ligt op 3 september 1938 op het station van Nantes.

## Denkbeelden
Na zijn afscheid van het christendom was De Ligt van mening dat de mens geen behoefte heeft aan godsdienst, omdat de mens het hoogste in zichzelf kan vinden als hij een geestelijke binding heeft met het kosmisch-historisch proces, wat tot uiting komt in onder andere solidariteit met mens en dier. In het kosmisch-historisch proces bestaan veel gebeurtenissen en factoren waarover een individu weinig tot geen invloed heeft, maar tegelijkertijd speelt iedere individu een belangrijk rol in dit proces. In de woorden van De Ligt: “Het gaat erom, een nieuw zelfvertrouwen te wekken, dat gegrond is in het bewustzijn deel te nemen aan de ontwikkeling van een wereldproces, dat op ontzaglijke wijze boven ons uitgaat en toch ook weer van ons doen en laten afhangt.”
Bart de Ligt was van mening dat de mens noch een onbeperkte vrije wil heeft, noch volkomen gedetermineerd wordt. De vrije wil wordt in banen geleid door biologische en maatschappelijke factoren. De denkbeelden en handelingen van de mens worden sterk beïnvloed door de omstandigheden. Door op rationele en ethische wijze te handelen, kan de mens zich opwerken tot een persoonlijkheid die niet volledig wordt gedetermineerd door natuurlijke en maatschappelijke omstandigheden.

## Selecte bibliografie
- Anarchisme en revolutie (1922)
- Kerk, cultuur en samenleving (1925)
- Wereldcrisis en wijsbegeerte (1928)
- Een wereldomvattend vraagstuk (1930)
- Vrede als daad (1933)
- Clara Meijer Wichmann als verdedigster der menschelijkheid (1933)
- Erasmus begrepen uit de geest der Renaissance (1936)